# Llista de topònims de Regencós
Llista de topònims (noms propis de lloc) del municipi de Regencós, al Baix Empordà
Informació actualitzada per un bot. Els canvis manuals es perdran quan s'actualitzi!

## casa
| imatge | Nom                                        | Ubicat a | instància de | Detalls                                  | coordenades                                                                              | Protecció                                  | Commons (més fotos)                        | Dades a WD                    |
| ------ | ------------------------------------------ | -------- | ------------ | ---------------------------------------- | ---------------------------------------------------------------------------------------- | ------------------------------------------ | ------------------------------------------ | ----------------------------- |
|        | Ca l'Anton Pruneda                         | Regencós | casa         | Estil: arquitectura popular              | 41° 57′ 10″ N, 3° 10′ 12″ E / 41.952823°N,3.169997°E ca:Carrer de l'Església, 17         | bé integrant del patrimoni cultural català |                                            | Modifica les dades a Wikidata |
|        | Can Raventós                               | Regencós | casa         |                                          | 41° 56′ 41″ N, 3° 10′ 18″ E / 41.944818°N,3.171622°E                                     | bé integrant del patrimoni cultural català |                                            | Modifica les dades a Wikidata |
|        | Can Salvador                               | Regencós | casa         | Estil: arquitectura popular              | 41° 57′ 08″ N, 3° 10′ 13″ E / 41.952359°N,3.170153°E ca:Plaá de la Rectoria              | bé integrant del patrimoni cultural català |                                            | Modifica les dades a Wikidata |
|        | Casa dels masovers de Villa Pepita         | Regencós | casa         | Estil: arquitectura popular              | 41° 57′ 08″ N, 3° 10′ 30″ E / 41.952252°N,3.174912°E                                     | bé integrant del patrimoni cultural català |                                            | Modifica les dades a Wikidata |
|        | Villa Pepita                               | Regencós | casa         |                                          | 41° 57′ 09″ N, 3° 10′ 29″ E / 41.952388°N,3.174629°E                                     | bé integrant del patrimoni cultural català |                                            | Modifica les dades a Wikidata |
|        | habitatge al Carrer de les Cases Noves, 15 | Regencós | casa         | Estil: arquitectura popular 18th century | 41° 57′ 11″ N, 3° 10′ 16″ E / 41.953042°N,3.17109°E ca:C. de les Cases Noves, 15 79 msnm | bé integrant del patrimoni cultural català | Habitatge al carrer de les Cases Noves, 15 | Modifica les dades a Wikidata |
|        | habitatge al Carrer dels Rajolers          | Regencós | casa         | Estil: arquitectura popular              | 41° 57′ 07″ N, 3° 10′ 10″ E / 41.951882°N,3.169307°E                                     | bé integrant del patrimoni cultural català |                                            | Modifica les dades a Wikidata |
|        | habitatge al carrer de l'Església          | Regencós | casa         |                                          | 41° 57′ 08″ N, 3° 10′ 12″ E / 41.952228°N,3.169935°E                                     | bé integrant del patrimoni cultural català |                                            | Modifica les dades a Wikidata |

## masia
| imatge | Nom                    | Ubicat a | instància de | Detalls                                  | coordenades                                                                     | Protecció                                  | Commons (més fotos)  | Dades a WD                    |
| ------ | ---------------------- | -------- | ------------ | ---------------------------------------- | ------------------------------------------------------------------------------- | ------------------------------------------ | -------------------- | ----------------------------- |
|        | Can Gentot             | Regencós | masia        |                                          | 41° 56′ 53″ N, 3° 09′ 49″ E / 41.9480658425272°N,3.16358822259267°E             |                                            |                      | Modifica les dades a Wikidata |
|        | Can Mirandes           | Regencós | masia        |                                          | 41° 57′ 04″ N, 3° 09′ 59″ E / 41.9511692923099°N,3.16628676384703°E             |                                            |                      | Modifica les dades a Wikidata |
|        | Can Nadal              | Regencós | masia        |                                          | 41° 56′ 52″ N, 3° 09′ 53″ E / 41.9479110723575°N,3.16474605588883°E             |                                            |                      | Modifica les dades a Wikidata |
|        | Can Niell              | Regencós | masia        |                                          | 41° 57′ 09″ N, 3° 09′ 14″ E / 41.9525824482538°N,3.15401955245975°E             |                                            |                      | Modifica les dades a Wikidata |
|        | Can Parals             | Regencós | masia        |                                          | 41° 56′ 47″ N, 3° 09′ 41″ E / 41.9462765968047°N,3.16139995998286°E             |                                            |                      | Modifica les dades a Wikidata |
|        | Can Quermany           | Regencós | masia        |                                          | 41° 57′ 19″ N, 3° 10′ 10″ E / 41.9551544613445°N,3.16957914277764°E             |                                            |                      | Modifica les dades a Wikidata |
|        | Casa Nova d'en Cortell | Regencós | masia        |                                          | 41° 57′ 00″ N, 3° 09′ 03″ E / 41.9500016077246°N,3.15093669325391°E             |                                            |                      | Modifica les dades a Wikidata |
|        | Mas Andreu             | Regencós | masia        | Estil: arquitectura popular              | 41° 56′ 57″ N, 3° 10′ 15″ E / 41.949138°N,3.170711°E                            | bé integrant del patrimoni cultural català |                      | Modifica les dades a Wikidata |
|        | Mas Bofill             | Regencós | masia        |                                          | 41° 57′ 09″ N, 3° 10′ 30″ E / 41.9524623170601°N,3.1750015910289°E              |                                            |                      | Modifica les dades a Wikidata |
|        | Mas Bruguera           | Regencós | masia        |                                          | 41° 56′ 59″ N, 3° 10′ 24″ E / 41.94971667°N,3.17321944°E                        |                                            |                      | Modifica les dades a Wikidata |
|        | Mas Cases              | Regencós | masia        |                                          | 41° 57′ 32″ N, 3° 10′ 47″ E / 41.9589759507249°N,3.17968932909038°E             |                                            |                      | Modifica les dades a Wikidata |
|        | Mas Coll               | Regencós | masia        |                                          | 41° 56′ 57″ N, 3° 10′ 05″ E / 41.9490950611883°N,3.16812733467612°E             |                                            |                      | Modifica les dades a Wikidata |
|        | Mas Pagès              | Regencós | masia        | Estil: arquitectura popular              | 41° 56′ 50″ N, 3° 09′ 56″ E / 41.947096°N,3.165666°E                            | bé integrant del patrimoni cultural català |                      | Modifica les dades a Wikidata |
|        | Mas Poll               | Regencós | masia        |                                          | 41° 56′ 54″ N, 3° 09′ 42″ E / 41.9482306635294°N,3.16168238257737°E             |                                            |                      | Modifica les dades a Wikidata |
|        | Mas Prats              | Regencós | masia        | Estil: arquitectura popular              | 41° 57′ 06″ N, 3° 10′ 38″ E / 41.951659°N,3.177191°E                            | bé integrant del patrimoni cultural català |                      | Modifica les dades a Wikidata |
|        | Mas Rosset             | Regencós | masia        |                                          | 41° 56′ 37″ N, 3° 10′ 31″ E / 41.9437072269395°N,3.1753516347112°E              |                                            |                      | Modifica les dades a Wikidata |
|        | Mas Vilà               | Regencós | masia        |                                          | 41° 56′ 32″ N, 3° 09′ 40″ E / 41.9422148204242°N,3.16120875914505°E             |                                            |                      | Modifica les dades a Wikidata |
|        | Masia                  | Regencós | masia        |                                          | 41° 57′ 09″ N, 3° 10′ 11″ E / 41.952422°N,3.169706°E                            | bé integrant del patrimoni cultural català |                      | Modifica les dades a Wikidata |
|        | can Donjó              | Regencós | masia        | Estil: arquitectura popular 18th century | 41° 56′ 54″ N, 3° 10′ 09″ E / 41.948226°N,3.169077°E ca:A l'Arrabassada 48 msnm | bé integrant del patrimoni cultural català | Can Donjó (Regencós) | Modifica les dades a Wikidata |
|        | l'Arrabassada          | Regencós | masia        |                                          | 41° 57′ 00″ N, 3° 09′ 57″ E / 41.9498728151745°N,3.16594556721973°E             |                                            |                      | Modifica les dades a Wikidata |

## molí d'aigua
| imatge | Nom            | Ubicat a | instància de | Detalls | coordenades                                                         | Protecció                                  | Commons (més fotos) | Dades a WD                    |
| ------ | -------------- | -------- | ------------ | ------- | ------------------------------------------------------------------- | ------------------------------------------ | ------------------- | ----------------------------- |
|        | Molí d'en Coll | Regencós | molí d'aigua |         | 41° 56′ 45″ N, 3° 09′ 10″ E / 41.945702°N,3.152771°E                | bé integrant del patrimoni cultural català |                     | Modifica les dades a Wikidata |
|        | Molí d'en Grau | Regencós | molí d'aigua |         | 41° 56′ 42″ N, 3° 09′ 46″ E / 41.9449507191248°N,3.16273575624781°E |                                            |                     | Modifica les dades a Wikidata |

## nucli de població
| imatge | Nom           | Ubicat a | instància de      | Detalls | coordenades                                                               | Protecció | Commons (més fotos) | Dades a WD                    |
| ------ | ------------- | -------- | ----------------- | ------- | ------------------------------------------------------------------------- | --------- | ------------------- | ----------------------------- |
|        | Puigcalent    | Regencós | nucli de població |         | 41° 56′ 42″ N, 3° 10′ 21″ E / 41.945130293547°N,3.1725998939032°E         |           |                     | Modifica les dades a Wikidata |
|        | l'Arrabassada | Regencós | nucli de població |         | 41° 56′ 59″ N, 3° 10′ 00″ E / 41.949642516136°N,3.1665795175525°E 53 msnm |           |                     | Modifica les dades a Wikidata |

## pedrera
| imatge | Nom                    | Ubicat a | instància de | Detalls | coordenades                                                        | Protecció | Commons (més fotos) | Dades a WD                    |
| ------ | ---------------------- | -------- | ------------ | ------- | ------------------------------------------------------------------ | --------- | ------------------- | ----------------------------- |
|        | Sorreres de Can Mateu  | Regencós | pedrera      |         | 41° 57′ 19″ N, 3° 11′ 14″ E / 41.955315993421°N,3.18734113615204°E |           |                     | Modifica les dades a Wikidata |
|        | Sorreres de Puig Brocà | Regencós | pedrera      |         | 41° 57′ 02″ N, 3° 11′ 24″ E / 41.9505288779888°N,3.1901021552818°E |           |                     | Modifica les dades a Wikidata |

## Misc
| imatge | Nom                                  | Ubicat a | instància de                                                                   | Detalls                                                  | coordenades                                                                           | Protecció                                            | Commons (més fotos)                  | Dades a WD                    |
| ------ | ------------------------------------ | -------- | ------------------------------------------------------------------------------ | -------------------------------------------------------- | ------------------------------------------------------------------------------------- | ---------------------------------------------------- | ------------------------------------ | ----------------------------- |
|        | Finestra a la façana de Can Vilopriu | Regencós | finestra                                                                       | Estil: arquitectura gòtica                               | 41° 57′ 08″ N, 3° 10′ 10″ E / 41.952292°N,3.16954°E                                   | bé integrant del patrimoni cultural català           | Can Vilopriu (Regencós)              | Modifica les dades a Wikidata |
|        | Granja d'en Torradillo               | Regencós | granja                                                                         |                                                          | 41° 57′ 16″ N, 3° 09′ 51″ E / 41.9545408730547°N,3.16415982151634°E                   |                                                      |                                      | Modifica les dades a Wikidata |
|        | Mines d'en Bernat                    | Regencós | mina                                                                           |                                                          | 41° 57′ 25″ N, 3° 10′ 05″ E / 41.95700278°N,3.16810778°E                              |                                                      | Mines d'en Bernat                    | Modifica les dades a Wikidata |
|        | Molí fariner                         | Regencós | molí                                                                           |                                                          | 41° 56′ 45″ N, 3° 09′ 10″ E / 41.945702°N,3.152771°E                                  | bé integrant del patrimoni cultural català           |                                      | Modifica les dades a Wikidata |
|        | Puig Brocà                           | Regencós | muntanya                                                                       |                                                          | 41° 56′ 56″ N, 3° 11′ 34″ E / 41.94880278°N,3.19267778°E 203.4 msnm                   |                                                      |                                      | Modifica les dades a Wikidata |
|        | Regencós                             | Regencós | entitat singular de població ens local històric de Catalunya capital municipal | 279 hab                                                  | 41° 57′ 10″ N, 3° 10′ 12″ E / 41.95271°N,3.17006°E 73 msnm                            |                                                      |                                      | Modifica les dades a Wikidata |
|        | Sant Vicenç de Regencós              | Regencós | església                                                                       | Estil: arquitectura neoclàssica                          | 41° 57′ 09″ N, 3° 10′ 12″ E / 41.9526°N,3.16998°E                                     | bé integrant del patrimoni cultural català           | Sant Vicenç de Regencós              | Modifica les dades a Wikidata |
|        | Villa Conejo                         | Regencós | edifici                                                                        | Estil: arquitectura popular Estat: enderrocat o destruït | 41° 57′ 10″ N, 3° 10′ 17″ E / 41.952757°N,3.171408°E                                  | bé integrant del patrimoni cultural català           |                                      | Modifica les dades a Wikidata |
|        | carrer de les Cases Noves            | Regencós | carrer                                                                         | Estil: arquitectura gòtica 15th century                  | 41° 57′ 11″ N, 3° 10′ 12″ E / 41.952922°N,3.170076°E ca:C. de les Cases Noves 77 msnm | bé integrant del patrimoni cultural català           | Carrer de les Cases Noves (Regencós) | Modifica les dades a Wikidata |
|        | casa consistorial de Regencós        | Regencós | casa consistorial                                                              |                                                          | 41° 57′ 10″ N, 3° 10′ 16″ E / 41.9529115°N,3.1712327°E                                |                                                      |                                      | Modifica les dades a Wikidata |
|        | forn de Can Marc                     | Regencós | teuleria                                                                       |                                                          | 41° 57′ 09″ N, 3° 10′ 18″ E / 41.9526°N,3.1717°E                                      | bé integrant del patrimoni cultural català           |                                      | Modifica les dades a Wikidata |
|        | muralles de Regencós                 | Regencós | muralla urbana                                                                 | 14th century                                             | 41° 57′ 07″ N, 3° 10′ 10″ E / 41.952065°N,3.169537°E                                  | bé d'interès cultural bé cultural d'interès nacional | Muralles de Regencós                 | Modifica les dades a Wikidata |